# بودوليا
بودوليا أو بوديليا (بالإنجليزية : Podolia أو Podilia - الأوكرانية: Подíлля - Podillja - الروسية: Подо́лье ، Podolʹje - التركية: Podolya - البولندية: Podole - الألمانية: Podolien - اللتوانية: Podolė) هي منطقة تاريخية في أوروبا الشرقية ، وتقع في غرب وسط وجنوب غرب أجزاء من أوكرانيا وشمال شرق مولدوفا (أي شمال ترانسنيستريا). الاسم مشتق من الجذور السلافية القديمة.

## الموقع الجغرافي

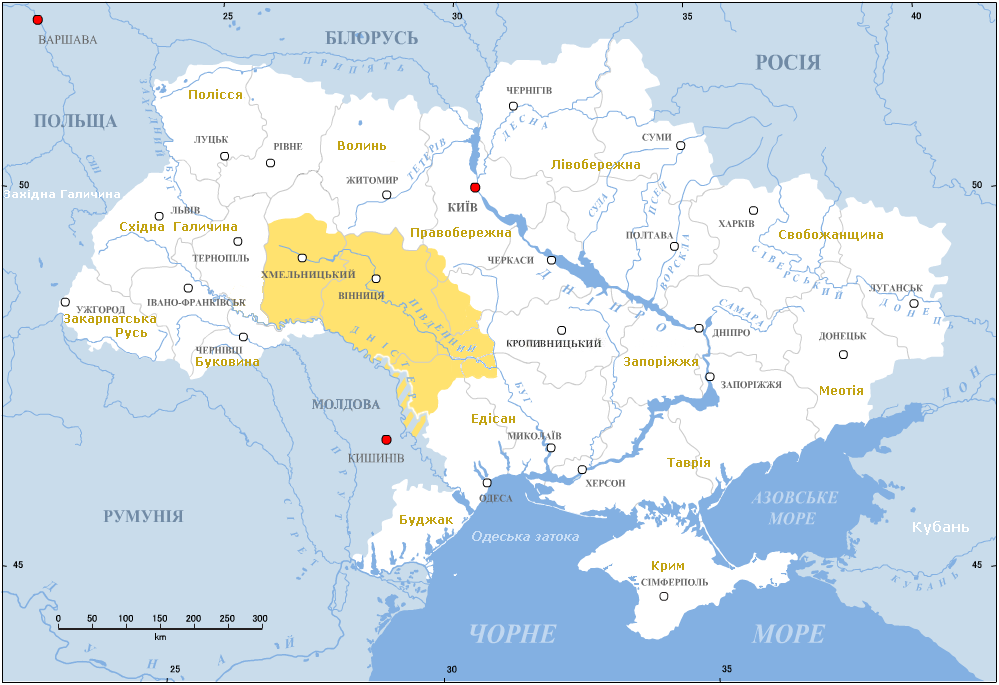
موقع بودوليا في الخريطة باللون الأصفر